# Irish League 1923-1924
L'Irish League 1923-1924 è stata la 30ª edizione della prima divisione del campionato nordirlandese di calcio. 
Il campionato era formato da dieci squadre e il Queen's Island vinse il titolo. Non vi furono retrocessioni.

## Classifica finale
| Pos. | Squadra        | G  | V  | N  | P  | GF | GS | Punti  |
| ---- | -------------- | -- | -- | -- | -- | -- | -- | ------ |
| 1    | Queen's Island | 18 | 12 | 4  | 2  | 48 | 18 | 26(-2) |
| 2    | Distillery     | 18 | 7  | 6  | 5  | 32 | 30 | 20     |
| 3    | Linfield       | 18 | 8  | 4  | 6  | 31 | 27 | 20     |
| 4    | Glenavon       | 18 | 5  | 10 | 3  | 27 | 30 | 20     |
| 5    | Glentoran      | 18 | 9  | 1  | 8  | 32 | 23 | 19     |
| 6    | Cliftonville   | 18 | 6  | 6  | 6  | 24 | 24 | 18     |
| 7    | Barn           | 18 | 6  | 4  | 8  | 23 | 29 | 16     |
| 8    | Larne          | 18 | 6  | 4  | 8  | 33 | 43 | 16     |
| 9    | Ards           | 18 | 5  | 4  | 9  | 18 | 30 | 14     |
| 10   | Newry Town     | 18 | 2  | 5  | 11 | 25 | 39 | 9      |

G = Partite giocate; V = Vittorie; N = Nulle/Pareggi; P = Perse; GF = Goal fatti; GS = Goal subiti; 